# George Takei
George Takei (Los Angeles, 20 april 1937) is een Amerikaans-Japans acteur, vooral bekend van zijn rol als Hikaru Sulu uit Star Trek.

## Biografie
Takei heeft begin jaren zestig in diverse speelfilms gespeeld, tegenover acteurs als Richard Burton, Cary Grant en Alec Guinness. Het bekendst is hij geworden door zijn rol als Hikaru Sulu in Gene Roddenberry's sciencefictionserie Star Trek.
In 1972 heeft Takei zich verkiesbaar gesteld als burgemeester van Los Angeles. Hij is tweede geworden achter Tom Bradley, op een totaal van 17 kandidaten. Later is hij door Bradley aangesteld als bestuurslid van de werkgroep die de metro voor de stad voorbereidde, waarin hij elf jaar heeft gezeten. In 1979 heeft hij samen met Robert Asprin het sciencefictionboek Mirror Friend, Mirror Foe geschreven.
In 2004 is hij onderscheiden in de Japanse Orde van de Rijzende Zon voor zijn bijdragen aan de Amerikaans-Japanse betrekkingen.
Op 14 september 2008 is hij getrouwd met Brad Altman.

## Beknopte filmografie
- 1966-1969: Star Trek (televisieserie), als Hikaru Sulu
- 1968: The Green Berets, als kapitein Nim
- 1979: Star Trek: The Motion Picture, als Hikaru Sulu
- 1982: Star Trek: The Wrath of Khan, als Hikaru Sulu
- 1984: Star Trek III: The Search for Spock, als Hikaru Sulu
- 1986: Star Trek IV: The Voyage Home, als commandant Hikaru Sulu
- 1989: Star Trek V: The Final Frontier, als commandant Hikaru Sulu
- 1989: Return from the River Kwai, als luitenant Tanaka
- 1990: Prisoners of the Sun, als viceadmiraal baron Takahashi
- 1991: Star Trek VI: The Undiscovered Country, als kapitein Hikaru Sulu
- 1994: Oblivion, als Doc Valentine
- 1996: Oblivion 2: Backlash, als Doc Valentine
- 1996: Star Trek: Voyager (televisieserie), als kapitein Hikaru Sulu
- 2007-2010: Heroes, als Kaito Nakamura
- 2010: Starship Tipton, als Rome Tipton (serie The Suite Life on Deck)
- 2011: Larry Crowne, als Dr. Ed Matsutani
- 2020: Star Wars: Visions (televisieserie), als Senshuu (stem)